# Martin Huch
Martin Huch (* 1953) ist ein deutscher Musiker, Gitarrist, Produzent und Fotograf. Er gehörte zur Begleitband Verstärkung von Heinz Rudolf Kunze.

## Leben
Martin Huch begann seine musikalische Laufbahn 1973 bei der Band Lindener Spezial und spielte in den 1970er Jahren in verschiedenen Bands. 1979 wurde er Musiker bei Head over Heels. Als einstiger Country-Musik-Hasser entwickelte sich ausgerechnet bei ihm eine Vorliebe zur Pedal-Steel-Gitarre.
In den 1980er und 1990er Jahren hat Huch vorwiegend für Heinz Rudolf Kunzes Verstärkung und zeitgleich in seiner Country-Band Lost Mavericks gespielt. Auch war er als Studiomusiker und Autor aktiv.
Mittlerweile ist Martin Huch Gitarrist, Produzent, Songwriter sowie einer der wenigen Profi-Musiker der Steelguitar und Pedal-Steel-Gitarre in Europa. In seinen 30 Jahre als Live- und Studiomusiker arbeitete er für so unterschiedliche Künstler wie Heinz Rudolf Kunze, Klaus Hoffmann, Cultured Pearls, Reinhard Mey, Herman van Veen, The Land, Sara K., Die Prinzen, Fury in the Slaughterhouse und Carl Carlton.
Er betreibt sein eigenes Studio namens Silvertone-Studio. Zusätzlich zu seinem Ruf als vielseitiger Musiker, der auch Mandoline und Bouzouki spielen kann, hat Martin Huch sich in den zurückliegenden Jahren auch einen Namen als professioneller Fotograf erarbeitet.